# Le jour se lève
Le jour se lève (/lə ʒuʁ sə lɛv/; titulada Al despertar el día en España, y 	Amanece o El día se levanta en Hispanoamérica) es una película francesa de 1939 dirigida por Marcel Carné y escrita por Jacques Prévert, basada en una historia de Jacques Viot. Es considerada como uno de los principales ejemplos del movimiento cinematográfico francés conocido como realismo poético.
En 1952, se incluyó en la primera lista de las diez mejores películas de Sight & Sound, y aparece entre las obras seleccionadas del libro 1001 películas que hay que ver antes de morir.

## Sinopsis
El trabajador de la fundición François dispara y mata a Valentin. François luego se encierra en su apartamento, que pronto es asediado por la policía, la cual fracasa en un intento de abrirse paso a tiros en la habitación. Mientras se reagrupan para decidir cómo detenerlo, François comienza a recordar, en un flashback, cómo llegó a estar en esta situación.
Varios meses antes, había comenzado a salir con Françoise, asistente de floristería. Se unieron por las similitudes en sus nombres y el hecho de que ambos eran huérfanos. François se enamoró y esperaba casarse con ella, pero ella lo rechazó para tener una relación con el mayor Valentin, un adiestrador de perros narcisista y manipulador. Amargado, François inició una relación con Clara, la exasistente de Valentin en su exposición canina. Durante las siguientes semanas, Clara se enamoró de François, pero él prefirió tener sólo una relación casual con ella; sabía que era porque había seguido viendo a Françoise, de quien todavía estaba enamorado. Un día, Valentin le dijo a François que en realidad era el padre de Françoise; ella era el producto de un coqueteo juvenil. Más tarde esa tarde, François le preguntó a Françoise si Valentin estaba diciendo la verdad. Ella lo negó, diciendo que Valentin habitualmente inventaba historias. Pero también confesó que se estaba enamorando de François y quería estar con él.
Valentin se enfrentó a François en su apartamento. Admitió haber mentido acerca de ser el padre de Françoise y blandió una pistola con la que tenía la intención de dispararle a François. En cambio, se burló de François con alusiones a sus encuentros sexuales con Françoise. Enfurecido, François tomó la pistola y disparó a Valentin.
Solo en su habitación y sin cigarrillos, François se da cuenta de que no tiene esperanzas de escapar. No sabe que Françoise, delirando de culpa, ahora está siendo atendida por Clara. La policía decide arrojar gas lacrimógeno a la habitación de François en un intento de someterlo. Pero justo antes de que lo hagan, François se suicida pegándose un tiro en el corazón.

## Reparto
- Jean Gabin como François;
- Jacqueline Laurent como Françoise;
- Jules Berry como Valentin;
- Arletty como Clara;
- Arthur Devère como Gerbois, un vecino de François;
- Bernard Blier como Gaston, un colega de François;
- Marcel Pérès como Paulo, un colega de François;
- Jacques Baumer como el comisario;
- Mady Berry como la conserje;
- René Génin como el conserje;
- Germaine Lix como el cantante;
- Gabrielle Fontan como la anciana en las escaleras;
- René Bergeron como el jefe del café;
- Georges Douking como el ciego (sin acreditar).

## Distribución
Le jour se lève se estrenó en Francia en junio de 1939 y se exhibió en los Estados Unidos al año siguiente. En Francia, sin embargo, la película fue prohibida en 1940 por el gobierno de Vichy con el argumento de que era desmoralizante. Después del final de la guerra, la película fue mostrada nuevamente con gran éxito.
En 1947, fue suprimida nuevamente cuando RKO Radio Pictures quiso rehacer la película en Hollywood (como The Long Night, con Henry Fonda y Vincent Price). La empresa adquirió los derechos de distribución de la película francesa y trató de comprar y destruir todas las copias de la película que pudieran obtener. Durante un tiempo se temió que hubieran tenido éxito y que la película se diera por perdida, pero reapareció en la década de 1950 y posteriormente se situó junto a Les Enfants du paradis como uno de los mejores logros de la asociación de Carné y Prévert.